# Удача Лохана
«Удача Лохана» (також «Удача Лоґана») (англ. Logan Lucky) — американська кримінальна кінокомедія режисера, оператора і монтажера Стівена Содерберга, що вийшла 2017 року. Стрічка розповідає про  пограбування під час гонки NASCAR. У головних ролях Ченнінг Тейтум, Адам Драйвер, Сет МакФарлейн.
Вперше фільм продемонстрували 7 серпня 2017 року в Ізраїлі, а в Україні у широкому кінопрокаті показ розпочався 7 вересня 2017 року.

## У ролях
| Актор            | Персонаж               | Роль                                        |
| ---------------- | ---------------------- | ------------------------------------------- |
| Ченнінг Тейтум   | Джиммі Лохан           | старший брат Клайда                         |
| Адам Драйвер     | Клайд Лохан            | ветеран війни в Іраку, молодший брат Джиммі |
| Деніел Крейг     | Джо Бенґ               | експерт з вибухівки                         |
| Райлі Кіо        | Меллі Лохан            | сестра Джиммі і Клайда                      |
| Кеті Голмс       | Боббі Джо Лохан Чапмен | колишня дружина Джиммі                      |
| Кетрін Вотерстон | Сільвія Гаррісон       | колишня однокласниця Джиммі                 |
| Сет МакФарлейн   | Макс Чилбейн           | британський підприємець                     |
| Себастіан Стен   | Дейтон Вайт            | автогонщик                                  |
| Гіларі Свонк     | Сара Грейсон           | спеціальний агент                           |
| Браян Глісон     | Сем Бенґ               | брат Джо                                    |

## Створення фільму

### Знімальна група
- Кінорежисер — Стівен Содерберг
- Сценарист — Ребекка Блант
- Кінопродюсери — Рейд Каролін, Грегорі Джейкобс, Марк Джонсон, Ченнінг Тейтум
- Виконавчі продюсери — Дан Фелман, Майкл Полір, Зейн Стоддард
- Композитор — Девід Голмс
- Кінооператор — Стівен Содерберг
- Кіномонтаж — Стівен Содерберг
- Підбір акторів — Кармен Куба
- Художник-постановник — Говард Каммінгс
- Артдиректори — Ерік Р. Джонсон і Роб Сімонс
- Художник по костюмах — Еллен Міроджнік[8].

## Сприйняття

### Оцінки і критика
Від кінокритиків фільм отримав схвальні відгуки: Rotten Tomatoes дав оцінку 93 % на основі 136 відгуків від критиків (середня оцінка 7,5/10). Загалом на сайті фільм має схвальні оцінки, фільму зарахований «стиглий помідор» від фахівців, Metacritic — 78/100 на основі 46 відгуків критиків. Загалом на цьому ресурсі від фахівців фільм отримав схвальні відгуки.
Від пересічних глядачів фільм теж отримав схвальні відгуки: на Rotten Tomatoes 79 % зі середньою оцінкою 3,8/5 (12 222 голоси), фільму зарахований «попкорн», на Metacritic — 6,3/10 на основі 25 голосів, Internet Movie Database — 7,5/10 (2 176 голосів).
Надія Заварова на сайті «Cultprostir.ua» написала, що: «Содерберг нехай продовжує нас обманювати і нікуди не йде з професії. Адже без нього буде нудно і ні з ким буде поділитися награбованим», а Лук'ян Галкін на сайті «Moviegram» про фільм написав: «Епічне повернення славетного режисера».

### Касові збори
Під час показу у США, що розпочався 18 серпня 2017 року, протягом першого тижня фільм показали у 3 031 кінотеатрі і він зібрав 7 600 036 $, що на той час дозволило йому зайняти 3 місце серед усіх прем'єр. Станом на 6 вересня 2017 року показ фільму триває 20 днів (2,9 тижня), зібравши у прокаті в США 23 165 533 долари США, а у решті світу 6 483 939 $ (за іншими даними 5 698 015 $), тобто загалом 29 649 472 $ (за іншими даними 28 863 548 $) при бюджеті 29 млн доларів США.

## Виноски
1. ↑  Удача Лохана. Артхаус Трафік. Архів оригіналу за 14 серпня 2017. Процитовано 14 серпня 2017.
2. 1 2  Logan Lucky: Release Info (англійською) . Internet Movie Database. Процитовано 14 серпня 2017.
3. 1 2  Удача Лохана. Kino-teatr.ua. Процитовано 8 вересня 2017.
4. 1 2  Jeremy Fuster (15 серпня 2017). ‘Hitman’s Bodyguard’ and ‘Logan Lucky’ Unlikely to Boost Box Office This Weekend (англійською) . The Wrap. Процитовано 8 вересня 2017.{{cite web}}:  Обслуговування CS1: Сторінки з параметром url-status, але без параметра archive-url (посилання)
5. 1 2 3 4  Logan Lucky (англійською) . Box Office Mojo. Процитовано 8 вересня 2017.
6. 1 2 3 4  Logan Lucky (2017) (англійською) . The Numbers. Процитовано 8 вересня 2017.
7. ↑  Logan Lucky. Bleecker Street Media. Архів оригіналу за 19 серпня 2017. Процитовано 19 серпня 2017.
8. ↑  Logan Lucky: Full Cast & Crew (англійською) . Internet Movie Database. Процитовано 14 серпня 2017.
9. 1 2  Logan Lucky (англійською) . Rotten Tomatoes. Процитовано 20 серпня 2017.
10. 1 2  Logan Lucky (англійською) . Metacritic. Процитовано 20 серпня 2017.
11. ↑  Logan Lucky (англійською) . Internet Movie Database. Процитовано 20 серпня 2017.
12. ↑  Надія Заварова (8 вересня 2017). «Удача Лохана»: фільм, передбачений режисером. Cultprostir.ua. Архів оригіналу за 14 вересня 2017. Процитовано 14 вересня 2017. [Архівовано 2017-09-14 у Wayback Machine.]
13. ↑  Лук'ян Галкін (12 вересня 2017). «Удача Лохана»: сім фріків Стівена Содерберга. Moviegram.com.ua. Архів оригіналу за 14 вересня 2017. Процитовано 14 вересня 2017. [Архівовано 2017-09-14 у Wayback Machine.]